# Гордіївка (Житомирський район)
Горді́ївка — село в Україні, у Романівській селищній територіальній громаді Житомирського району Житомирської області. Чисельність населення становить 714 осіб (2001). В минулому — центр Гордіївської волості, у 1926—59 та 1991—2020 роках — адміністративний центр колишньої однойменної сільської ради.

## Населення
За довідником 1885 року в селі мешкала 521 особа, налічувалося 55 дворових господарств.
Відповідно до результатів перепису населення Російської імперії 1897 року, загальна кількість мешканців становила 825 осіб, з них: православних — 725, римокатоликів — 84, чоловіків — 412, жінок — 413.
Наприкінці 19 століття чисельність населення становила 902 мешканці, дворів — 121, у 1906 році — 751 мешканець, дворів — 129, у 1923 році — 896 мешканців, дворів — 188.
Відповідно до результатів перепису населення СРСР, кількість населення станом на 12 січня 1989 року становила 714 осіб. Станом на 5 грудня 2001 року, відповідно до перепису населення України, кількість мешканців села становила 714 осіб.

## Історія
Згадується як Гордієвичі в акті від 15 жовтня 1585 року, яким возний Київської землі Ждан Щеніївський доводив до відома про право власності на землі княгині Сузанни Острозької, дружини волинського воєводи князя Януша Острозького, подаровані її тестем, київським воєводою князем Костянтином Острозьким. В донесенні перелічено міста Чуднів і П'ятка та 45 належних до Чуднова сіл, серед яких і Гордієвичі. У 1650 році селом володів Самуель Калусовський, який вносив податок з трьох димів. У 1753 році перейшло до Юзефа Любомирського. Згадується у люстрації Київського воєводства 1754 року, належало до чорторийського ключа, було там 50 дворів. Після Любомирського селом почергово володіли Понінський, Петро Потоцький, Кордиші, згодом спадковою дорогою перейшло на сестер Дублянську, Орловську та двох Прушинських. Від них через аукціон власність набув Севрук, за 25 тис. рублів.
В середині 19 століття — село Новоград-Волинського повіту Волинської губернії. Була волосна управа. Селяни, в кількості 186 душ, володіли 466 десятинами землі, 569 десятин — землі двірські. Належало Севрукам.
За довідником 1885 року — колишнє поміщицьке село Гордіївської волості Новоград-Волинського повіту Волинської губернії. Лежало на безіменній річці, за 70 верст від повітового міста Новограда-Волинського, за 4 версти від залізничної станції Печанівка. Були волосне правління, церковна парафія.
В другій половині 19 століття — село Гордіївської волості Новоград-Волинського повіту Волинської губернії. Лежало біля трьох ставків, за 70 верст від Житомира, за 65 верст від Новограда-Волинського, за 4 версти від найближчої залізничної станції Печанівка, за 20 верст від найближчої поштової станції у Чуднові. Було волосне правління. Великий землевласник — Федір Терещенко, який купив село від Севрука за 100 тис. рублів. В селі була древня дерев'яна церква, невідомо коли і ким збудована. З огляду на матеріал стін можна припустити, що її перенесено сюди з іншого місця. У 1855 році за кошти вірян та колишнього священника збудовано дерев'яну дзвіницю. Метричні книги зберігалися з 1807 року. При церкві було 42 десятини землі, яка знаходилася за версту від церкви та за 8 верст від головної парафії. На землю був план від 1863 року. Церковно-парафіяльна школа діяла з 1878 року. Дворів 83, парафіян 644 особи обох статей. Церква приписана до парафії у Печанівці, за 4 версти. Сусідні парафії: Меленці, Горопаї та Камінь — всі за 4 версти.
Наприкінці 19 століття — село Новочарторийської волості Новоград-Волинського повіту Волинської губернії. Лежало над трьома ставами, біля колії київсько-брестської залізниці, на відтинку Шепетівка—Бердичів, за 70 верст (77 км) від повітового міста, за 20 верст від Чуднова, за 4 версти від залізничної станції Печанівка. Належала спадкоємцям Федора Терещенка, які володіли 580 десятинами земель. Поштова станція та католицька парафія — у Чуднові, православна парафія — в Печанівці. Була філіальна церква, церковно-парафіяльна школа.
У 1906 році — село Ново-Чорторийської волості (4-го стану) Новоград-Волинського повіту Волинської губернії. Відстань до повітового центру м. Новоград-Волинський становила 75 верст, до волосного центру містечка Ново-Чартория — 11 верст. Поштове відділення — міст. Ново-Чартория.
У березні 1921 року, в складі волості, передане до новоутвореного Полонського повіту Волинської губернії. 2 листопада 1921 року під час Листопадового рейду через Гордіївку проходила Подільська група (командувач Сергій Чорний) Армії Української Народної Республіки.
У 1923 році увійшло до складу новоствореної Печанівської сільської ради, яка 7 березня 1923 року включена до складу новоутвореного Любарського району Житомирської округи. Розміщувалося за 16,5 версти від районного центру міст. Любар та за 3,5 версти від центру сільської ради с. Печанівка. 21 серпня 1924 року, в складі сільської ради, передане до Миропільського (згодом — Романівський) району. У 1926 році в селі створено окрему Гордіївську сільську раду Романівського (згодом — Дзержинський) району. 5 березня 1959 року, внаслідок об'єднання сільських рад, село підпорядковане Камінській сільській раді Дзержинського району. 29 березня 1972 року, відповідно до рішення Житомирського облвиконкому «Про зміну адміністративного підпорядкування села Гордіївки Дзержинського району», село передане до складу Печанівської сільської ради Дзержинського району. 14 листопада 1991 року, відповідно до рішення Житомирської обласної ради «Про внесення змін в адміністративно-територіальний устрій окремих районів», в селі відновлено Гордіївську сільську раду в складі Дзержинського (згодом — Романівський) району.
У 2010—2013 роках реконструйовано будівлю дитячого садка «Барвінок»: відремонтовані дах, дитячі кімнати, прокладено каналізацію, встановлено опалення, побудовано новий харчоблок. Він відкрився ще за радянських часів, але з кінця дев'яностих років не функціонував.
12 червня 2020 року, відповідно до розпорядження Кабінету Міністрів України № 711-р «Про визначення адміністративних центрів та затвердження територій територіальних громад Житомирської області», територію та населені пункти Гордіївської сільської ради Романівського району включено до складу Романівської селищної територіальної громади Житомирського району Житомирської області.